# バニー及川
バニー及川（バニーおいかわ、10月21日 - ）は、日本の女子プロレスラー及びプロレスのレフェリー。埼玉県和光市出身。

## 経歴
- 2017年6月24日 - アイスリボン道場で行われたアイスリボン道場マッチでレフェリーとしてデビュー。[1]
- 2018年12月31日 - アイスリボン後楽園ホール大会「RIBBONMANIA2018」にて、トライアングルリボン王座を戴冠。　2019年からプロレスラーへの転向を表明。

2019年
- 4月14日 - アイスリボン川口大会「アイスリボン954 in SKIPシティ」で5/1横浜大会で選手としてデビュー戦を行うことが発表された。またデビュー戦は自身の保持するトライアングルリボン王座戦で対戦相手は藤本つかさと雪妃真矢に決定した。また、レフェリーは兼任していく事となる。
- 5月1日 - アイスリボン横浜大会「横浜リボン2019GWⅠ」で選手としてデビュー戦を行った。
- 5月6日 - アイスリボン道場マッチ「アイスリボン959」で絆トーナメントに星ハム子とのタッグで出場。1回戦で藤本つかさ、星いぶきと対戦し敗北。2回戦進出ならず。
- 8月14日 - アイスリボン夏祭り2019 in 上野「アイスリボン977」でICEx∞王座決定トーナメントに出場。2回戦で雪妃真矢と対戦し敗北。準々決勝戦進出ならず。
- 11月3日 - アイスリボン大阪大会「大阪リボン2019・Ⅳ」の第二試合に出場。本間多恵と組んで弓李、松屋うのと対戦し勝利した。この試合がレスラー転向後の自力初勝利（松屋うのからのピンフォール）となった。
- 11月23日 - アイスリボン横浜大会「横浜リボン2019・Nov.」においてトライアングルリボン選手権で松屋うの、チェリーと対戦し敗北。王座獲得はならなかった。

2020年
- 7月25日 - アイスリボン後楽園ホール大会「サマージャンボリボン2020」でチェリーの持つWUWワールドアンダーグランドレスリング女子王座に挑戦し敗北。王座獲得はならなかった。

2022年
- 5月28日 - アイスリボン横浜大会「横浜リボン2022・May」、この大会より長期の休業に入る。

2023年
- 3月31日 - 所属契約満了によりアイスリボンを退団。
- 6月17日 - ガンバレ☆プロレス・GENスポーツパレス大会に姿を見せ、7月16日の両国KFCホール大会での復帰を発表した。
- 7月22日 - アクトレスガールズ新木場1stRING公演でレフェリーとしても復帰[2]。

## 得意技
- ドロップキック

- ダイビング・ボディーアタック

- 回し蹴り

- ヨーロピアンクラッチ

- バニースパーク

## 人物
- プライベートで「ごはん」という名の雄猫を飼っていた。
- 元々はDDT主催のプロレス教室に通っていた。
- アイスリボンのレフェリー募集に応募したきっかけはMIOのTwitterでの呼び掛けである。
- アイスリボンではレフェリー以外にも事務作業、週刊アイスリボンでのカメラや音響の担当、選手が他団体に参戦する際の売店業務、団体の所有する車両の運転など担当業務は多岐にわたる。
- 名前に因んでアイスリボンのイベントでバニーガールになることがある。
- 令和に元号が変わってから最初にデビューをしたプロレスラーである。

## タイトル歴
- 第29代トライアングルリボン王座

## 入場曲
- 「Banny_Banny」/ オリジナル